# Ocker Repelaer van Driel
Jonkheer Ocker Repelaer van Driel, né le 17 octobre 1759 à Dordrecht et mort le 26 octobre 1832 à La Haye, est un régent orangiste de la ville de Dordrecht, qui exerce des fonctions gouvernementales sous Louis Napoléon et sous Guillaume Ier. Membre de la commission chargée de l'écriture de la Constitution du royaume des Pays-Bas de 1813 à 1814, il est fait ministre d'État du royaume uni des Pays-Bas le 25 mars 1818.

## Biographie

### Carrière
Il fait partie de la magistrature municipale de Dordrecht à partir de 1787, mais perd ses charges à la suite de la Révolution batave de 1795.
Il est soupçonné de trahison, car on avait intercepté sa correspondance avec l'ex-stadhouder. Condamné à mort, la sentence est commuée en peine de prison. Après avoir croupi six années en cellule, il peut recouvrer la liberté et reprendre dès 1803 des charges publiques. Cependant, l'incorporation des Pays-Bas à la France refait de lui un homme sans emploi.
Enfin, la chute de Napoléon et la création du royaume uni des Pays-Bas le voit devenir ministre des Transports, des Œuvres publiques et de la Gestion de l'eau de 1815 à 1818. En 1819, il est ministre de l'Éducation par intérim. De 1823 jusqu'à la scission du royaume uni des Pays-Bas en 1830, Repelaer van Driel est gouverneur de la Société générale de Belgique.

### La Butte du Lion à Waterloo
Si le nom d'Ocker Repelaer van Driel est oublié dans les grandes lignes de l'histoire politique, il est passé à la postérité comme étant le ministre ayant géré le dossier de la construction d'un monument commémoratif de la bataille de Waterloo et qui s'est concrétisé par l'édification de la Butte du Lion. Le projet de tumulus est confié en janvier 1820 à l'architecte du roi, Charles Van der Straeten (1771-1834), après que le projet de pyramide puis d'obélisque de son rival Jean-Baptiste Vifquain s'est vu refusé.
« Le 13 août, Repelaer van Driel, qui assurait l'intérim du duc d'Ursel, soumit le cahier des charges à Vander Straeten. Le 3 septembre, ce dernier envoyait une critique acerbe, objectant qu'une pyramide convenait pour un monument funéraire, alors qu'il fallait célébrer une victoire. À la suggestion du roi, Vifquain remania son projet et présenta un monument consistant en un obélisque supporté par des colonnes, le tout mesurant 44 aunes de hauteur. De son côté, le 1er décembre 1819, Vander Straeten remit le dessin d'un tumulus conique, surmonté d'un lion. Le ministre rédigea un rapport objectif sur les deux projets, faisant remarquer que le cône, tout autant que la pyramide, convenait davantage pour un monument funéraire. Le 19 janvier 1820, sous l'influence de la reine Frédérique-Louise, le roi retint le projet de Vander Straeten ».